# Impasse des Deux-Anges (Paris)
Pour le film de Maurice Tourneur, voir Impasse des Deux-Anges.
L'impasse des Deux-Anges est une voie située dans le 6e arrondissement de Paris, en France.

## Origine du nom

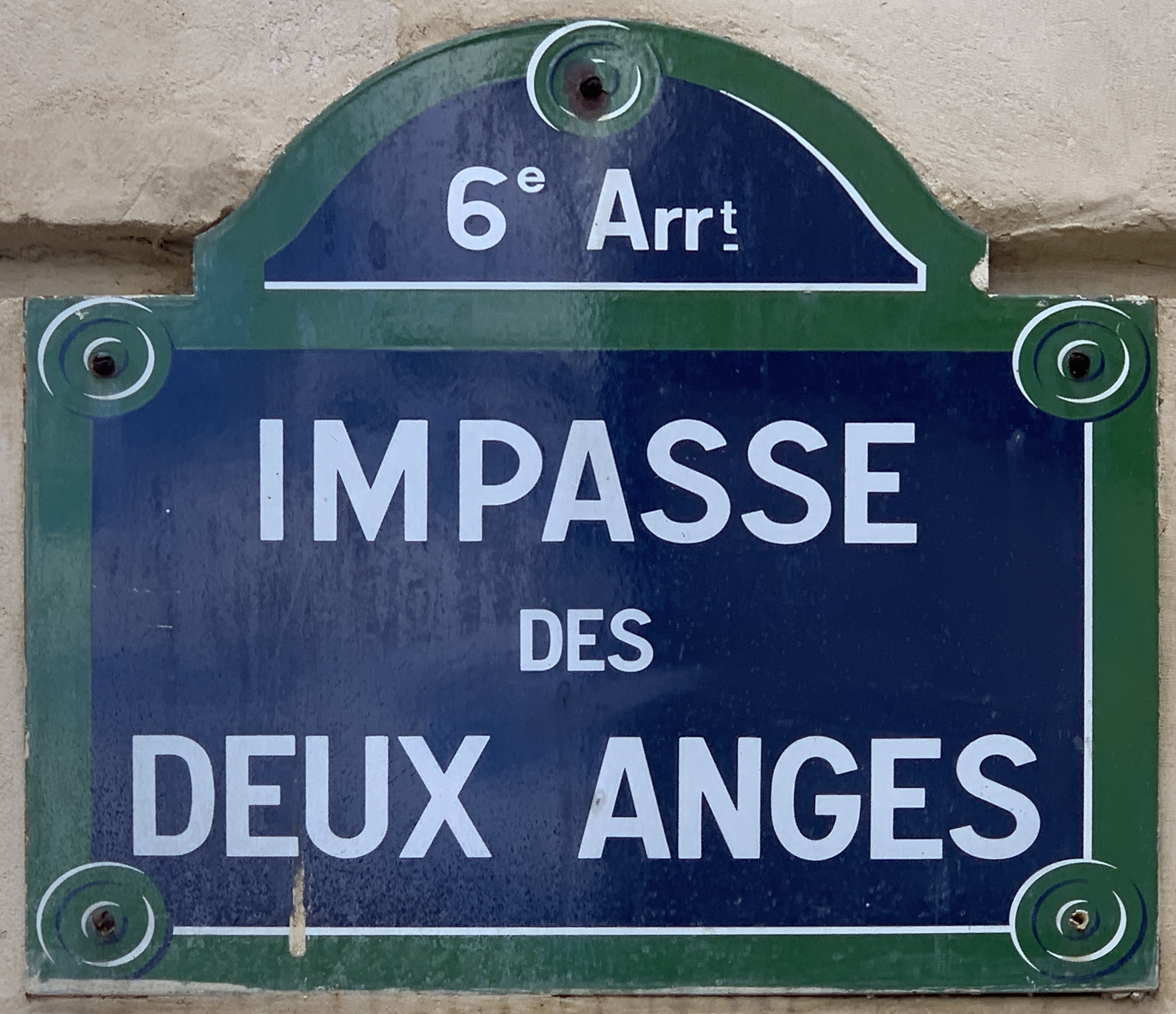
Plaque de l'impasse.